# Snopowiązałka

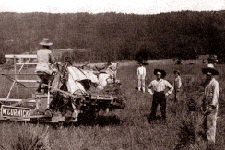
Pierwsza snopowiązałka McCormicka przy pracy na polu (1876)

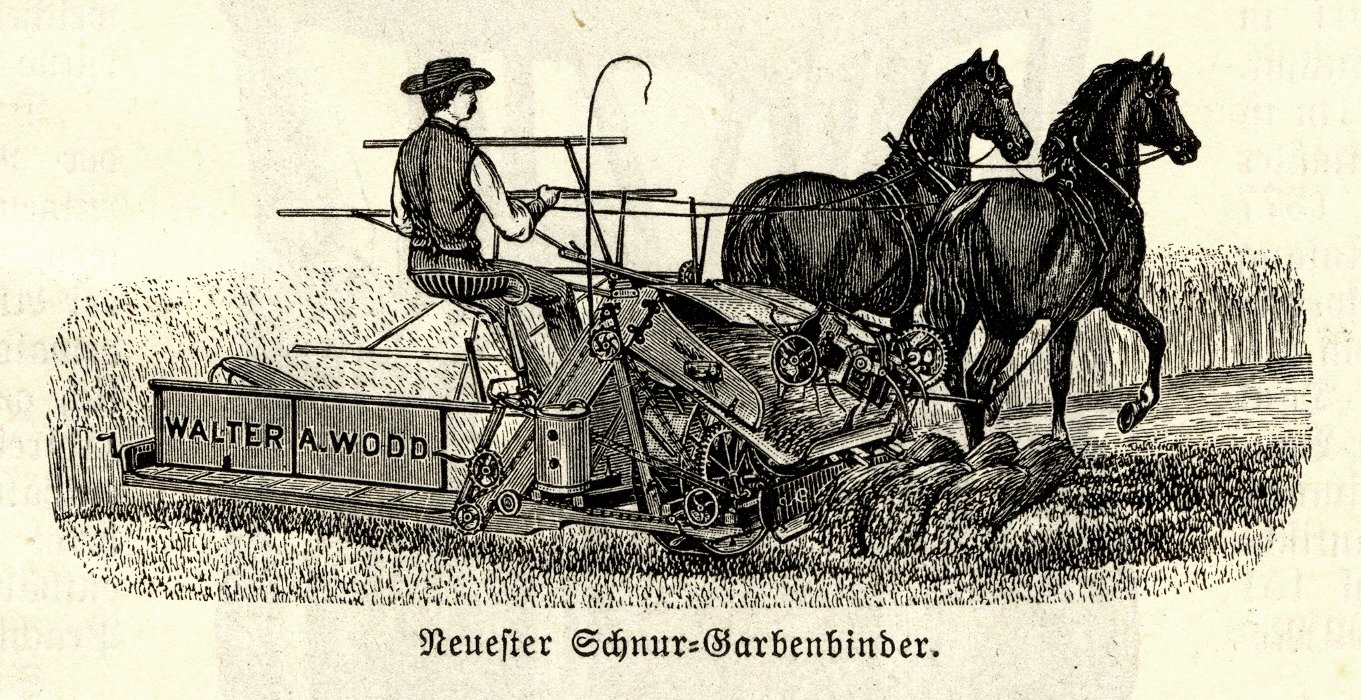

Snopowiązałka (również wiązałka) – maszyna rolnicza służąca do zautomatyzowanego koszenia zboża, traw nasiennych i rzepaku, układania skoszonego materiału w snopy i wiązania ich sznurkiem. Jest to żniwiarka wyposażona w urządzenie do wiązania snopów.
Snopowiązałki można podzielić na urządzenia wprawiane w ruch przy pomocy koni (wtedy zasilanie mechanizmów odbywa się poprzez przenoszenie ruchu z koła jezdnego) lub jako maszyny dołączane do ciągnika rolniczego i czerpiące z niego zasilanie z wałka odbioru mocy poprzez przegub Cardana.
Snopowiązałki były jednymi z pierwszych żniwnych maszyn rolniczych znacznie usprawniających prace polowe. Chociaż wyszły już niemal z użycia zastąpione przez kombajny zbożowe to jednak bywają jeszcze czasami użytkowane głównie w gospodarstwach o niedużych areałach i w specjalistycznych uprawach nasiennych.

## Historia
W 1858 roku w Niemczech bracia Marsch zbudowali pierwszą żniwiarko-wiązałkę, gdzie ścięte zboże było podawane bezpośrednio na pomost i tam wiązane w snopy przez robotników. Właściwą snopowiązałkę w roku 1867 skonstruował Amerykanin fornal John Appleby. Po roku 1876 wynalazkiem Appleby zainteresowali się producenci maszyn żniwnych m.in. Deering, McCormick i Buckeye.
Ludzie przyjeżdżali nawet z bardzo odległych stron, aby obejrzeć na własne oczy maszynę obsługiwaną tylko przez jednego człowieka, która mogła kosić zboże i jednocześnie je wiązać. Pomiędzy rokiem 1877 a 1885 McCormick wyprodukował i sprzedał około 50 000 (takich jak przedstawiony na zdjęciu model) snopowiązałek.
Produkowany z importowanego sizalu sznurek do snopowiązałek był w Polsce Ludowej ważnym tematem w mediach, zawsze go brakowało. Po roku 1989, gdy opanowano produkcję sznurka z polipropylenu, Polska stała się eksporterem takiego sznurka, z uwagi jednak na postęp w rolnictwie, zapotrzebowanie na sznurek spadło.